# 最高平均方式
最高平均方式（さいこうへいきんほうしき、英語: Highest averages method）とは、比例配分方式の一つで、名簿式投票制度における議席の各党への割り当てや選挙区への定数の配分に用いられる。計算方法は異なるが同じ結果を与える除数方式（英: Divisor method）についても本項で扱う。最高平均方式は主に比例代表選挙の文脈で用いられ、除数方式は地域への議席配分の文脈で用いられることが多い。最大剰余方式（英: Largest remainder method）と対照される。

## 配分方法
{\displaystyle h} 議席を各政党へ得票数に応じて分配することを考える。都道府県などへの議席配分を考える場合は政党を都道府県、得票数を人口と置き換えればよい。各政党には {\displaystyle 1,\dots ,s} と番号をつけ、政党 {\displaystyle i} の得票数は {\displaystyle p_{i}}であるとする。
丸め関数 {\displaystyle r(n)} を1つ固定する（丸め関数が異なると配分結果は変化する）。丸め関数は次のような性質を満たすように選ぶ。
- {\displaystyle r(0)<r(1)<r(2)<\dots }
- すべての {\displaystyle n} に対して {\displaystyle n\leq r(n)\leq n+1}
- {\displaystyle r(n^{*})=n^{*}+1} となるような {\displaystyle n^{*}}があるならば、すべての正の整数 {\displaystyle n} に対して {\displaystyle r(n)>n}

{\displaystyle r(n)} の選び方によっては、以下のように特別な名前がつくことがある。
- アダムズ方式：{\displaystyle r(n)=n}
- サン＝ラグ方式、ウェブスター方式：{\displaystyle r(n)=n+0.5}
- ドント方式、ジェファーソン方式：{\displaystyle r(n)=n+1}
- ヒル方式：{\displaystyle r(n)={\sqrt {n(n+1)}}}
- ディーン方式：{\displaystyle r(n)={\frac {2n(n+1)}{2n+1}}}

各政党への議席配分 {\displaystyle h_{1},\dots ,h_{s}} を
- {\displaystyle h_{1}+\dots +h_{s}=h}
- {\displaystyle \max _{i\in S_{+}}{\frac {r(h_{i}-1)}{p_{i}}}\leq \min _{i\in S}{\frac {r(h_{i})}{p_{i}}}\quad (S=\{1,\dots ,s\},S_{+}=\{i\in S:h_{i}\geq 1\})}

が満たされるように定める。得票数が完全に一致する政党があるなど、まれな場合を除いて議席配分は1通りに定まる。
2番目の条件式は、「丸め関数 {\displaystyle r(n)} によって補正した投票者1人あたりの獲得議席」が平等になるように議席を配分するという意味で、配分の比例性を表すものである。たとえば {\displaystyle r(n)=n} の場合、{\displaystyle {\frac {r(h_{i})}{p_{i}}}={\frac {h_{i}}{p_{i}}}} は各政党における投票者1人あたりの獲得議席そのものであり、仮にいずれかの政党の獲得議席が1つ減ったとするとき、その政党への投票者1人あたりの獲得議席は実際の選挙結果において投票者1人あたりの獲得議席が最小である政党よりもさらに小さくなる、ということを意味する。
最高平均方式、除数方式は {\displaystyle h_{1},\dots ,h_{s}} を具体的に計算する手順につけられる名称である。

### 最高平均方式
1議席ずつどの政党に議席を与えるかを決める。政党 {\displaystyle i} の獲得議席を {\displaystyle h_{i}} とし、これを反復計算によって次のように更新してゆく。
- 最初はどの政党も議席を得ていないので {\displaystyle h_{1}=h_{2}=\dots =h_{s}=0} とする。
- 各政党 {\displaystyle i} について{\displaystyle {\frac {p_{i}}{r(h_{i})}}} の値を計算し（関数の選び方によっては分母が0となる場合があるがこの場合は計算結果を無限大として扱う）、値が最も大きい政党 {\displaystyle j} に次の1議席を与える、すなわち {\displaystyle h_{j}} の値に {\displaystyle 1} を加える。
- 上を {\displaystyle h} 回繰り返す。最終的な {\displaystyle h_{i}} の値が政党 {\displaystyle i} の獲得議席となる。

### 除数方式
最高平均方式とは異なり、一度にすべての配分を計算する。
実数 {\displaystyle x} に対して、集合 {\displaystyle \left[x\right]} を {\displaystyle x<r(\lfloor x\rfloor )} のとき {\displaystyle \{\lfloor x\rfloor \}}、 {\displaystyle x>r(\lfloor x\rfloor )} のとき {\displaystyle \{\lceil x\rceil \}}、 {\displaystyle x=r(\lfloor x\rfloor )} のとき {\displaystyle \{\lfloor x\rfloor ,\lceil x\rceil \}}と定める。
（{\displaystyle \lfloor x\rfloor ,\lceil x\rceil }はそれぞれ {\displaystyle x} の小数点以下切り捨て、切り上げによって得られる整数）
上の記法を用いて、次の手順によって議席を計算する。
- ある数 {\displaystyle D} を固定する
- 政党 {\displaystyle i} の獲得議席を {\displaystyle h_{i}\in \left[{\frac {p_{i}}{D}}\right]} となるように定める。
- {\displaystyle h_{1}+\dots +h_{s}=h} となるように獲得議席を定めることができない場合、{\displaystyle D} の値を調整する。

{\displaystyle D} のことを除数という。

## 性質
最大剰余方式で見られた、配分パラドックスの問題が生じない。
一方で、純粋な取り分から乖離した配分を受ける政党が生じる可能性がある。{\displaystyle h} 議席を比例配分するとき、総投票数 {\displaystyle p} 中の {\displaystyle p_{i}}票を獲得した政党 {\displaystyle i} の純粋な「取り分」は {\displaystyle {\frac {p_{i}}{p}}\cdot h} 議席となるから、実際の配分議席数はこの端数の切り上げか切り捨てによって得られる数であることが望ましいと考えられる。しかし、以下の表に示すサン=ラグ方式の配分の例ではA党への配分が純粋な「取り分」よりも過小になっている。
| 政党 | 得票数 | 総議席数：10 | 総議席数：10 | 得票/(n+0.5) | 得票/(n+0.5) | 得票/(n+0.5) | 得票/(n+0.5)          | 得票/(n+0.5)          | 得票/(n+0.5)          | 得票/(n+0.5)          |
| 政党 | 得票数 | 「取り分」   | 配分議席     | n=0          | n=1          | n=2          | n=3                   | n=4                   | n=5                   | n=6                   |
| ---- | ------ | ------------ | ------------ | ------------ | ------------ | ------------ | --------------------- | --------------------- | --------------------- | --------------------- |
| A    | 7024   | 7.024        | 6            | 14048        | 4682.66...   | 2809.6       | 2006.85...            | 1560.88...            | 1277.09...            | 1080.61...            |
| B    | 1651   | 1.651        | 2            | 3302         | 1100.66...   | 660.4        |                       |                       |                       |                       |
| C    | 665    | 0.665        | 1            | 1230         | 443.33...    |              |                       |                       |                       |                       |
| D    | 660    | 0.66         | 1            | 1220         | 440          |              | ※上位10個を赤字で表示 | ※上位10個を赤字で表示 | ※上位10個を赤字で表示 | ※上位10個を赤字で表示 |

## 名前のついた各方式
最高平均方式と除数方式で名称が違うものは、「最高平均方式での名称 = 除数方式での名称」として表示する。
名称が一つしか表示されていないものは全て除数方式である。
これら名称が一つしかない制度ではゼロ割当が発生しないため、支持票数と同数の名簿を提出してそれぞれの名簿に1票ずつ票を割り振ることで、その支持票を持つ政党は支持票数と同数の議席を得られる。
このため、複数の支持票を一つの名簿に纏める政党はほぼ現れず、有権者数とほぼ同数の名簿が選挙管理委員会に提出され、選挙が破綻する。
従って、これらゼロ割当の生じない方式は、比例代表選挙の文脈で用いられることがなく、最高平均方式としての名称を持たない。

### ドント方式 = ジェファーソン方式（切り捨て方式、最大除数方式）
{\displaystyle r(n)=n+1} 。これは端数をすべて切り下げることに相当する。
得票の多い政党や人口の多い県に有利な、すなわち厳密な取り分より多く与えられる配分になる。比例代表選挙においてはこれが泡沫政党への足切りとして作用する。

### アダムズ方式（切り上げ方式、最小除数方式）
{\displaystyle r(n)=n} 。これは端数をすべて切り上げることに相当する。1人別枠のドント方式と捉えることもできる。
ゼロ割当が発生せず、ドント方式やウェブスター方式に比べ、人口の少ない選挙区や泡沫政党に有利な方式である。
第6代アメリカ合衆国大統領を務めたジョン・クィンシー・アダムズが1830年に考案したとされており、その名にちなんで名付けられている。アダムス方式は誤記。
2015年の日本の選挙制度改革で検討対象のひとつとなり、2016年に成立した衆議院選挙制度改革の改正関連法で導入が決定された。47都道府県それぞれの人口をある数xで割り、その答えの小数点以下を切り上げて整数とする。その整数を各都道府県の定数とし、それら定数の合計が小選挙区の総数289になるように、xを調整する。ゼロ割当が発生しないので、小選挙区を設けない県が生じる問題を回避できる。

### サン＝ラグ方式 = ウェブスター方式（四捨五入方式、奇数方式、過半少数方式）
{\displaystyle r(n)=n+{\frac {1}{2}}={\frac {(n)+(n+1)}{2}}} 。これは端数を四捨五入することに相当する。あるいは、ドント方式とアダムズ方式との間の相加平均である。
偏りが比較的小さい配分方式として知られ、後述のヒル方式とどちらが優れているかが長らく論争の対象となっている。
比例代表選挙において、ドント方式と並んで多く用いられている方式である。

### ハンチトン方式=ヒル方式（幾何平均方式、均等比例方式）
{\displaystyle r(n)={\sqrt {n(n+1)}}} 。サン＝ラグ方式が相加平均を用いる所を、相乗平均に置き換えている。
2017年現在、アメリカ下院の議席を各州へ配分する際に用いられている方式である。比較的偏りが小さい配分方式とされる。アダムズ方式と同様にゼロ割当が発生しないため、下院議席を配分されない州が生じる問題を回避できる。

### ディーン方式（調和平均方式）
{\displaystyle r(n)={\frac {2n(n+1)}{2n+1}}={\frac {1}{\frac {{\frac {1}{n}}+{\frac {1}{n+1}}}{2}}}}。サン＝ラグ方式が相加平均を用いる所を、調和平均に置き換えている。
アダムズ方式・ヒル方式と同様に、ゼロ割当が生じない。やや人口の小さい県に有利な配分を与えるとされる。